# 호랑나비

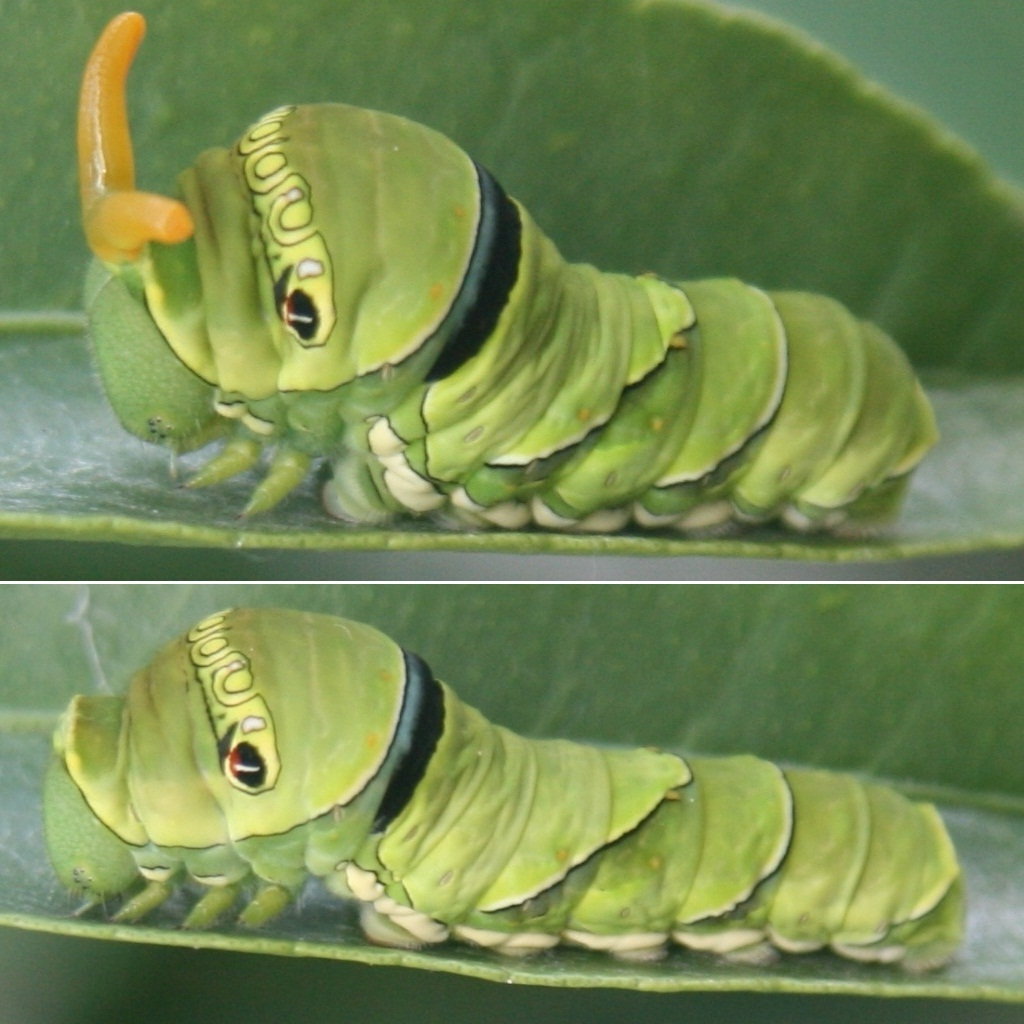
호랑나비 5령 애벌레

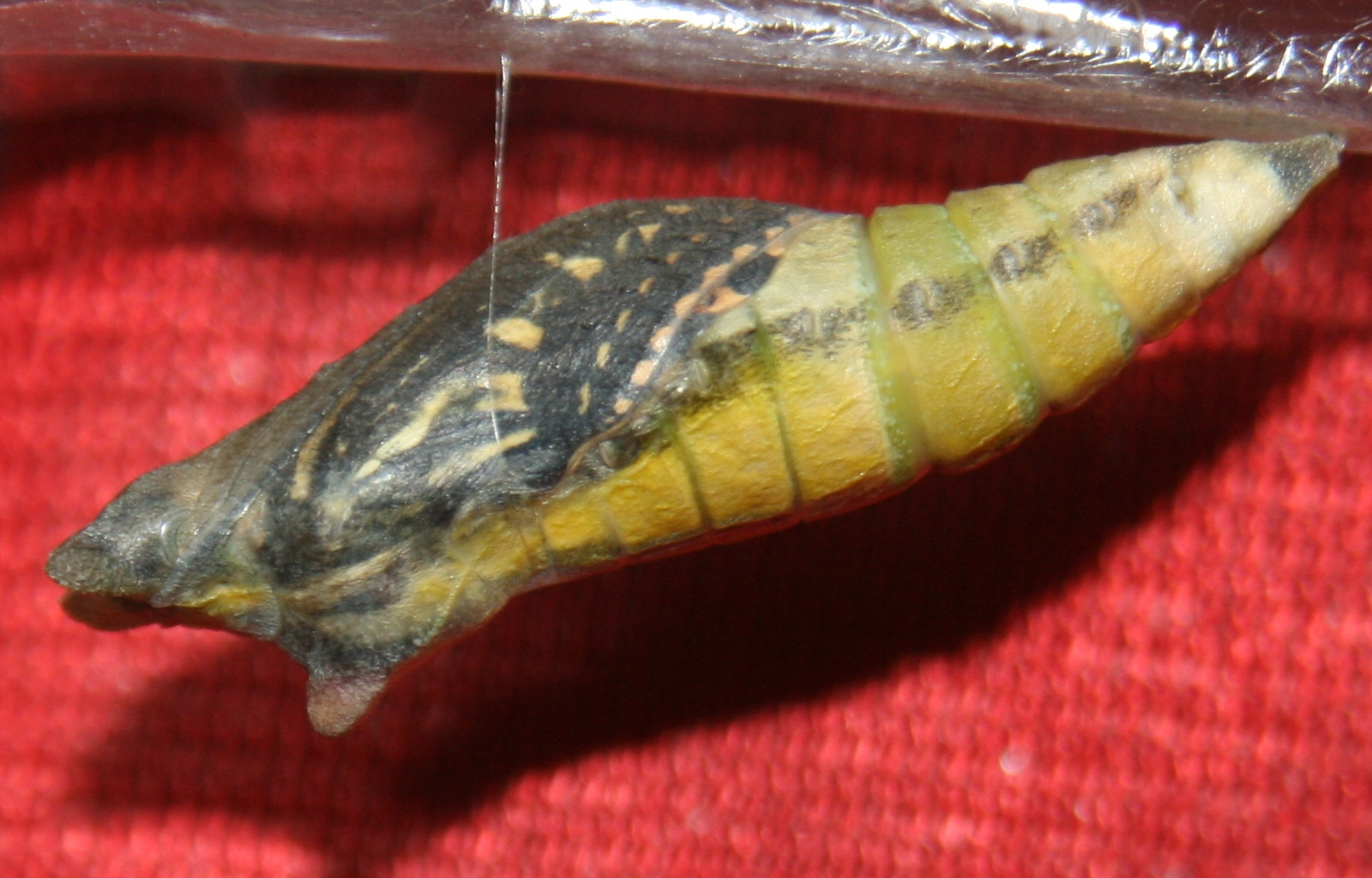
번데기

호랑나비(학명: Papilio xuthus)는 호랑나비과의 한 종류이다. 노랑 바탕에 검은 점, 결을 따라 발달한 아름다운 줄무늬가 있다. 애벌레는 운향과의 귤나무, 산초나무, 탱자나무, 황벽나무를 먹고 자란다. 비교적 흔하고 멸종 위기에 처하지 않은 나비로, 동아시아, 시베리아, 하와이에 분포한다. 2014년 인도의 아루나찰프라데시주에서도 발견되었다.

## 생김새
날개 폭은 봄형 70~75mm, 여름형 90~105mm로 중형 나비에 속한다. 일반적으로는 노란색 바탕에 맥을 따라 그려진 검은 줄무늬 무늬를 가지고 있다. 암컷이 수컷보다 더 넓은 날개를 가진다.

## 생태
성충은 운향과의 식물에 알을 낳으며, 알은 노란색이다. 알에서 부화한 애벌레는 알 껍질을 먹어치운다. 2령과 3령 애벌레 때는 자신을 새똥으로 위장하기 위해서 하얀 줄무늬가 있는 흑갈색의 몸을 가지고 있으며, 4령이 되면 녹색을 띤 갈색이 된다. 1령때와 2령때는 실을 내어서 몸을 고정시키지만, 허물을 벗어서 3령과 4령이 되면 하얀색의 발로 자유롭게 이동한다. 5령 애벌레가 되면 눈알무늬와 붉은 줄 그리고 하얀 발을 가진 녹색 애벌레로 모습이 바뀌게 되며, 나뭇가지에 몸을 기대어 번데기가 된다. 녹색의 몸 색상은 적의 눈을 속이기 위한 보호색이며, 자극을 받으면 노란색 뿔로 악취를 내보내서 적을 물리친다. 어른벌레는 검은색 줄무늬, 노란색의 바탕색이 조화를 이루는 아름다운 날개를 가지고 있으며, 이러한 무늬는 그늘에서 적으로부터 자신을 숨기게 해준다. 연 2~3회 발생하며, 3월 말부터 11월에 걸쳐 나타난다. 봄에는 산길을 따라 능선부로 올라오는 개체를 쉽게 볼 수 있으며, 여름에는 산지뿐만 아니라 숲 가장자리 및 도시 공원 꽃밭 등 다양한 곳에서 관찰된다. 성충의 수명은 2주이다.

## 천적
호랑나비의 천적으로는 호랑나비 애벌레에 기생하여 번식하는 기생벌(배추벌레금좀벌, 맵시벌)이 있다. 기생벌은 호랑나비 애벌레의 몸속에 알을 낳는데, 숙주가 번데기가 되면 어른벌레가 되어 번데기에 구멍을 내고 빠져나온다. 실제로 호랑나비 애벌레를 채집해서 기르면 이미 기생당해 번데기에서 기생벌이 나오는 일이 생기므로, 알을 채집해서 기르는 것이 안전하다. 거미, 침노린재등도 애벌레의 천적인데, 특히 침노린재는 호랑나비 애벌레들이 십여마리 발생한다면 네 마리만 번데기가 될 만큼 위험한 천적이다. 어른벌레의 천적으로는 거미, 사마귀가 있다. 거미는 호랑나비가 거미줄에 걸리면 소화액을 주입하여 체액을 빨아먹으며, 사마귀는 나비가 모이는 꽃에서 기다렸다가 사냥한다.

## 문화
조선 회화에 가장 많이 등장한 나비는 호랑나비로 분석되었다. 김홍도, 신명연, 남계우 등 여러 작가들은 호랑나비를 자세히 묘사하였다. 국립춘천박물관이 김경아 강원대 연구교수 등으로 연구팀을 꾸려 진행한‘전통 회화 속 화훼초충 동정 목록화 연구’ 결과 대상 자료에서 초화류 71종,나비·나방류 18종을 분류했다. 이중 가장 자주 등장한 나비는 호랑나비(9점)로, 배추흰나비(7점)와 제비나비(6점)가 그 뒤를 이었다.
호랑나비를 소재로 한 노래로 이동기, 김홍경, 김흥국의 '호랑나비'가 있으며, 이후 이 곡은 나얼, 김연우, 보이비 등에 의해 리메이크되었다

## 참고 자료
- 백문기; 신유항 (2014년 6월 9일). 《한반도 나비 도감》. 자연과생태. 162쪽. ISBN 978-89-974294-0-0.
- 이노 마타 토시오 (2006년 6월). 《나비》. 산과 계곡 사. 255쪽. ISBN 4-635-06062-4.
- 《과학앨범》. 원 판권-아카네 쇼보. (호랑나비 편, 곤충의 색과 모양 편). 웅진출판.
- 《한국의 자연》.